# Arrondissement Saint-Nazaire
Arrondissement Saint-Nazaire je francouzský arrondissement ležící v departementu Loire-Atlantique v regionu Pays de la Loire. Člení se dále na 15 kantonů a 57 obcí.

## Kantony
- La Baule-Escoublac
- Bourgneuf-en-Retz
- Le Croisic
- Guérande
- Herbignac
- Montoir-de-Bretagne
- Paimbœuf
- Pontchâteau
- Pornic
- Saint-Gildas-des-Bois
- Saint-Nazaire-Centre
- Saint-Nazaire-Est
- Saint-Nazaire-Ouest
- Saint-Père-en-Retz
- Savenay